# Le Journal de sa femme
Pour plus de détails, voir Fiche technique et Distribution.
Le Journal de sa femme (Дневник его жены, Dnevnik ego jeny) est un film russe réalisé par Alekseï Outchitel, sorti en 2000.

## Fiche technique
- Titre original : Дневник его жены, Dnevnik ego jeny
- Titre français : Le Journal de sa femme
- Réalisation : Alekseï Outchitel
- Scénario : Dounia Smirnova
- Photographie : Youri Klimenko
- Montage : Elena Andreïeva
- Musique : Leonid Dessiatnikov
- Pays d'origine : Russie
- Format : Couleurs - 35 mm
- Genre : biographie, drame
- Durée : 110 minutes
- Date de sortie :
  - Russie : 20 octobre 2000

## Distribution
- Andreï Smirnov : Ivan Bounine
- Galina Tiounina : Vera Bounina
- Olga Boudina : Galina Plotnikova
- Evgueni Mironov : Leonid Gourov
- Elena Morozova : Marga Kovtoune
- Dani Kogan : Janna
- Tatiana Moskvina : Sonia

## Récompenses
- 13e cérémonie des Nika : Nika du meilleur film, du meilleur acteur et de la meilleure photographie